# 鏡王
鏡王（かがみのおおきみ、生没年不詳）は、飛鳥時代の皇族。額田鏡王とも記される。臣籍降下後の氏姓は威奈公。宣化天皇の子である火焔皇子の後裔で、阿方王の子とする系図がある。

## 概要
各種史書に鏡王に関する記録は少なく、経歴は詳らかでない。『日本書紀』の記載から娘に額田姫王がいたこと、『威奈真人大村骨蔵器』に刻まれた墓誌に大村が威奈鏡公の三男である旨の記載があることから、臣籍降下して威奈公の氏姓を称していたこと、および息子に威奈大村がいたことが判明している。
氏の「イナ」（偉那、為名、韋那、猪名、為奈）の呼称は、摂津国川辺郡為奈郷（現在の兵庫県尼崎市東北部）に由来することから、同地に居住していたか。

## 系譜
- 父：阿方王[3]
- 母：不詳
- 妻：吹黄刀自[3]
  - 女子：鏡姫王[3]（?-683） - 天智天皇妃、藤原鎌足室
  - 女子：額田姫王[4] - 天武天皇妃
- 生母不詳の子女
  - 男子：猪名高見[3]
  - 男子：韋那磐鍬[3]
  - 三男：威奈大村[5]（662-707）